# Fifth Third Bank Tennis Championships 2006
Il Fifth Third Bank Tennis Championships 2006 è stato un torneo di tennis facente parte della categoria ATP Challenger Series nell'ambito dell'ATP Challenger Series 2006. Il torneo si è giocato a Lexington negli Stati Uniti, dal 24 al 30 luglio 2006, su campi in cemento.

## Vincitori

### Singolare
Hyung-taik Lee ha battuto in finale  Amer Delić con il punteggio di 5–7, 6–2, 6–3.

### Doppio
Sanchai Ratiwatana /  Sonchat Ratiwatana hanno battuto in finale  John Isner /  Colin Purcell con il punteggio di 7–6(5), 4–6, [10–6].